# 薛氏宗祠 (肥东县)
薛氏宗祠，是位于中国安徽省合肥市肥东县张集乡薛集社区的一个清代古建筑，2008年入选第四批肥东县文物保护单位。
薛氏宗祠始建于明朝中期，历史上六次大修，首次大修于清朝康熙五十三年（1714年），第五次重修于民国八年（1919年），2002年经批准再次大修，建筑坐北朝南，占地1500平方米，建筑面积400平方米，为四合院式徽派建筑，二进五开间，两边各有三间厢房，现总体保存完好。